# Senta Foltin
Senta Foltin (* 29. September 1916 in Wien, Österreich-Ungarn; † 16. Oktober 2012 in Hilgertshausen, Bayern) war eine österreichische Schauspielerin.

## Leben
Foltin trat in der Nachkriegszeit mit dem Kabarett Die Hinterbliebenen auf. Auch die Kleinkunstbühne Der liebe Augustin in Wien zählte in den 1930er Jahren Foltin zu ihren Mitgliedern.
Vorher war sie bereits in Filmen wie Nanu, Sie kennen Korff noch nicht? (1938), für den sie ihre direkte Konkurrentin als Nachwuchsschauspielerin, Hertha Feiler, ausstach, und Herz – modern möbliert (1940) zu sehen. Nach 1940 folgten allerdings keine Filmrollen mehr. Für das Kabarett entstanden von ihr auch Hörfunkaufnahmen.
Sie starb unter dem Namen Senta Hartwig im Alter von 96 Jahren und wurde neben ihrem Mann auf dem Waldfriedhof von Markt Indersdorf, Landkreis Dachau, beerdigt.

## Filmografie
- 1938: Nanu, Sie kennen Korff noch nicht?
- 1939: Eine kleine Nachtmusik
- 1940: Herz – modern möbliert
- 1940: Falstaff in Wien